# Jugendhilfe-aktuell
Die Fachzeitschrift Jugendhilfe-aktuell erscheint mehrmals jährlich und beschäftigt sich mit Fragestellungen der Kinder- und Jugendhilfe. Die Zeitschrift richtet sich an Fachkräfte der Jugendhilfe, Jugendhilfepolitiker, Wissenschaftler sowie Interessierte in Westfalen-Lippe und darüber hinaus.
Zu jeder Ausgabe gehören ein oder mehrere Schwerpunktthemen sowie viele aktuelle Meldungen aus ausgewählten Aufgabenfeldern der Kinder- und Jugendhilfe, teilweise mit dem regionalen Schwerpunkt Westfalen-Lippe.

## Bezug
Neben der gedruckten Ausgabe, die auch im Internet als PDF-Dateien herunterzuladen ist, gibt es einen E-Mail-Newsletter, der in unregelmäßigen Abständen zwischen den Heftausgaben erscheint. Die gedruckten Ausgaben können nicht abonniert, jedoch im Webshop des Herausgebers bestellt werden.

## Geschichte
Die Jugendhilfe-aktuell erscheint seit Ausgabe 1/2004 (Anfang 2004) und ist eine Zusammenführung der beiden Zeitschriften Mitteilungen des Landesjugendamtes (herausgegeben von 1969 bis 2003) und des Jugendhilfe-Info (herausgegeben von 1994 bis 2003).